# آداپالن
آداپالن (انگلیسی: Adapalene) یک داروی نسل سوم رتینوئید موضعی است که به ویژه در درمان آکنه‌های خفیف تا متوسط به کار می‌رود. همچنین بدون نسخه در درمان کراتوز پیلاریس و همچنین سایر بیماری‌های پوستی به کار می‌رود. در برابر موارد آکنه که کومدون‌ها غالب هستند موثر است.

## کاربرد پزشکی
آداپالن برای درمان آکنه و کاهش چین و چروک استفاده می شود.

## عوارض جانبی
در ۴-۲ هفته اول مصرف دارو، احساس گرما و گزگز، و همچنین احساس قرمزی و خشکی روی پوست (۱ تا ۱۰ درصد از مصرف‌کنندگان) تجربه می‌شود. این اثرات معمولاً با گذشت زمان کاهش می‌یابد. هر گونه واکنش آلرژیک جدی به ندرت رخ می‌دهد.

## تداخلات دارویی
آداپالن اثربخشی کلیندامایسین موضعی و اثرات جانبی آن را نیز افزایش می‌دهد. استفاده از ژل آداپالن روی پوست ۳-۵ دقیقه قبل از استفاده از کلیندامایسین باعث افزایش نفوذ کلیندامایسین به پوست می‌شود که ممکن است اثربخشی کلی درمان را در مقایسه با استفاده از کلیندامایسین به تنهایی افزایش دهد.

## فارماکولوژی
برخلاف ترتینوئین (Retin-A)، آداپالن به دلیل ساختار شیمیایی پایدارتر، اثربخشی خود را هنگام تجویز همزمان با بنزوئیل پراکسید حفظ می‌کند.

### فارماکوکینتیک
آداپالن از طریق پوست جذب کمی دارد. در مطالعه‌ای بر روی شش بیمار آکنه‌ای که با دو گرم کرم آداپالن به‌مدت پنج روز روی ۱۰۰۰ سانتی‌متر مربع از پوست استفاده می‌شدند، هیچ مقدار قابل اندازه‌گیری یا کمتر از ۰.۳۵ نانوگرم در میلی‌لیتر در پلاسمای خون بیماران دیده نشد.

### فارماکودینامیک
برخلاف ترتینوئین، آداپالن از تمایز کراتینوسیت‌ها جلوگیری می‌کند. این مهار تمایز و تکثیر کراتینوسیت‌ها مسئول اثر کودولیتیک آداپالن است. هم اثرات لایه برداری و هم اثرات ضد التهابی دارد.